# Lipotriches ceylonica
Lipotriches ceylonica är ett bi som beskrevs 1913 av Heinrich Friese. Arten ingår i släktet Lipotriches och familjen vägbin. Inga underarter finns listade i Catalogue of Life.